# 雍炯敏
雍炯敏(1958年6月7日—)，上海人。中国数学家，复旦大学教授，复旦大学数学金融研究所所长。建立了最优控制的存在性理论、证明了各种情形下的Pontryagin形式的最大值原理等等。出版多本专著，担任《数学学报》、《系统科学与数学》等期刊编委，获得“中国青年科技奖”等奖项。中华人民共和国教育部第三批“长江学者”特聘教授。
1982年毕业于复旦大学数学系，1986年获得普渡大学数学系博士学位。 1987年底在复旦大学工作。1991年至2008为复旦大学数学系教授。2008年至今担任美国中佛罗里达大学数学系教授。